# 班地小煤炱
班地小煤炱（学名：Meliola bantamensis）是属于小煤炱目小煤炱科小煤炱属的一种真菌，寄生在山蚂蝗属植物上。该种分布于中国、印度尼西亚、菲律宾。